# Daňové řízení
Daňové řízení je řízení vedené správcem daně za účelem stanovení daně, jejího vyměření, vybrání, vyúčtování, kontroly splnění daňové povinnosti, popř. i vymáhání daně v případě, kdy daň nebyla uhrazena dobrovolně. Daňové řízení je vždy neveřejné, zahajuje jej správce daně na základě přijaté žádosti.
Cílem daňového řízení je stanovit a vybrat daně tak, aby nebyly zkráceny daňové příjmy.

## Průběh řízení
Řízení je zahájeno dnem, kdy příslušnému správci daně došlo první podání ve věci učiněné osobou zúčastněnou na správě daní, nebo dnem, kdy byl správcem daně proveden první úkon ve věci. Pokud daňový subjekt nesplní svou povinnost a neučiní podání zahajující řízení, může správce daně zahájit toto řízení z moci úřední.

### Dokazování
Dokazování provádí příslušný správce daně, případně jím pověřený správce daně. Dbá se zde na to, aby skutečnosti, které jsou rozhodující pro správné zjištění a stanovení daně byly zjištěny co nejúplněji. Daňový subjekt pak musí prokázat všechny zjištěné skutečnosti, které uvedl ve svém daňovém tvrzení.
Správce daně prokazuje:
a) oznámení vlastních písemností
b) skutečnosti rozhodné pro užití právní domněnky nebo právní fikce
c) skutečnosti vyvracející věrohodnost, průkaznost, správnost či úplnost povinných evidencí a účetních záznamů
d) skutečnosti rozhodné pro posouzení skutečného obsahu právního jednání
e) skutečnosti rozhodné pro uplatnění následku za porušení povinnosti při správě daní.
Správce daně provedením dokazování určí, které skutečnosti považuje za prokázané a které ne, a na základě kterých důkazních prostředků toto rozhodnutí učinil. O hodnocení důkazů poté správce daně sepíše úřední záznam, pokud však toto hodnocení není již uvedeno v jiné písemnosti, která bude založena do spisu.

#### Důkazní prostředky
Jako důkazní prostředky lze použít všechny podklady, pomocí nichž lze zjistit skutečný stav věci a ověřit skutečnosti, které jsou rozhodné pro správné zjištění a stanovení daně, i pokud byly získány již před zahájením řízení. Tyto však nesmí být získány v rozporu s právním předpisem. Jedná se hlavně o tvrzení daňového subjektu, listiny, znalecké posudky, svědecké výpovědi a provedená ohledání věci. Orgány veřejné moci a osoby, které mají listiny nezbytné pro správu daní, které mohou posloužit jako důkazní prostředek ke správě daní, jsou povinny na vyžádání tyto listiny nebo jejich kopie vydat nebo zapůjčit k ohledání. Správce daně může vyžádat aby tyto kopie byly úředně ověřeny.

### Znalecký posudek
Správce daně může ustanovit znalce k prokázání skutečností rozhodných pro správné zjištění a stanovení daně ve dvou případech, a to pokud rozhodnutí závisí na posouzení otázek, k nimž je potřeba mít odborné znalosti, které správce daně nemá, nebo pokud daňový subjekt nepředloží znalecký posudek poté, co mu takto bylo zákonem nařízeno. Daňový subjekt je povinen s ustanoveným znalcem spolupracovat. Rozhodnutí o ustanovení znalce se doručuje znalci i daňovému subjektu, daňový subjekt se proti tomuto rozhodnutí nemůže odvolat.

### Svědci
Každá osoba je povinna vypovídat jako svědek při správě daní týkajících se jiných osob, pokud jsou jí známy důležité okolnosti. Musí vypovídat pravdivě a nezamlčovat informace. Výpověď může odmítnout pouze osoba, která by svou výpovědí způsobila nebezpečí trestního stíhání sobě nebo osobám jí blízkým. O svých právech a povinnostech je svědek předem poučen správcem daně. Daňový subjekt má právo být výslechu svědka přítomen a klást mu otázky.

### Rozhodnutí
Správce daně vydá rozhodnutí o ukončení řízení. Toto rozhodnutí je vydáno okamžikem, kdy byl proveden úkon k jeho doručení, případně okamžikem kdy ho podepsala úřední osoba. Uložit stejnou povinnost příjemci ze stejného důvodu je možné pouze jednou. Rozhodnutí se musí oznámit všem jeho příjemcům a je účinné okamžikem oznámení (doručení).
V rozhodnutí je obsaženo:
a) označení správce daně, který jej vydal
b) jednací číslo
c) označení příjemce rozhodnutí
d) výrok s uvedením právního předpisu, podle něhož bylo rozhodováno, v případě platební povinnosti také částka a způsob úhrady
e) lhůta k plnění
f) poučení, zda je možno podat proti tomuto rozhodnutí odvolání a v jaké lhůtě
g) podpis úřední osoby s uvedením jména a pracovního zařazení
h) datum, kdy bylo rozhodnutí podepsáno.

#### Nicotnost rozhodnutí
Nicotnost rozhodnutí zjišťuje a prohlašuje správce daně, který je nejblíže nadřízený správci daně, který vydal rozhodnutí. Rozhodnutí je nicotné, pokud bylo vydáno správcem daně, který k němu nebyl věcně příslušný, dále pokud trpí vadami, které ho činí právně neuskutečnitelným nebo pokud bylo vydáno na základě jiného nicotného rozhodnutí. Rozhodnutí o prohlášení nicotnosti je doručováno všem příjemcům rozhodnutí, jehož nicotnost se prohlašuje a nejde se proti němu odvolat.

## Náklady řízení
Náklady na řízení nese příslušný správce daně. Výjimku tvoří náklady na vymáhání nedoplatků a nákladů, které vznikly osobě zúčastněné na správě daní. Pokud se na výzvu správce daně účastní řízení třetí osoba, má právo na náhradu účelně vynaložených výdajů a ušlého výdělku. Tento nárok na náhradu třetí osoba uplatní u správce daně do 8 dnů ode dne účasti, jinak tento nárok zanikne. O uplatněných nárocích rozhodně správce daně do 15 dnů.

## Zastavení řízení
Správce daně může řízení zastavit rozhodnutím, pokud osoba zúčastněná na správě daní vezme zpět své podání, na základě kterého bylo řízení zahájeno a zákon toto zpětvzetí nevylučuje. Dále pokud jde o právně nepřípustné podání, pokud daňový subjekt zanikl bez právního nástupce nebo pokud v řízení nelze pokračovat z důvodů stanovených zákonem.

## Opravné a dozorčí prostředky
Rozhodnutí vydané při správě daní lze přezkoumat na základě řádných opravných prostředků, kterými jsou odvolání nebo rozklad, dále mimořádných opravných prostředků kam patří návrh na povolení obnovy řízení, nebo na základě dozorčího prostředku jako je nařízení obnovy řízení nebo nařízení přezkoumání rozhodnutí.

### Rozklad
Rozklad lze podat pouze proti rozhodnutí, které vydal ústřední správní orgán, nebo úřední osoba stojící v jeho čele. O rozkladu rozhoduje úřední osoba stojící v čele ústředního správního orgánu na základě návrhu jí ustanovené komise.

### Odvolání
Pokud se příjemce rozhodnutí odvolá proti rozhodnutí správce daně, zahájí se odvolací řízení. Odvolání lze podat do 30 dnů ode dne doručení rozhodnutí, proti kterému odvolání směřuje. Odvolání nemá odkladný účinek. Správce daně poté může o odvolání rozhodnout sám, pokud mu v plném nebo částečném rozsahu vyhoví, případně může odvolání zamítnout a zastavit tak odvolací řízení. Odvolacím orgánem je správce daně, který je nejblíže nadřízený správci daně, který rozhodnutí vydal. Odvolací orgán poté může napadené rozhodnutí změnit, zrušit ho a tím zastavit řízení, nebo odvolání zamítnout a napadené rozhodnutí tak potvrdit.

### Obnova daňového řízení
Pokud byly nalezeny nové důkazy ve věci týkající se daňového řízení, které již nabylo právní moci, může dlužník podat ke správci daně žádost o obnovení řízení. Ta se podá do doby 6 měsíců od doby, kdy byly nové důkazy nalezeny. Obnovu řízení povolí nebo nařídí správce daně, který v dané věci rozhodl v posledním stupni.

### Přezkumné řízení
Přezkoumání rozhodnutí nařizuje správce daně z moci úřední, pokud po předběžném posouzení věci dojde k závěru, že rozhodnutí bylo vydáno v rozporu s právními předpisy. Přezkoumání rozhodnutí nařídí správce daně nejblíže nadřízený správci daně, který ve věci rozhodoval na posledním stupni a zahájí tím přezkumné řízení.